# ショーガール (1995年の映画)
『ショーガール』（英: Showgirls）は、1995年のアメリカ・フランス合作映画。ポール・バーホーベン監督。
アメリカでは劇場公開時に過激な暴力シーンや性的シーンが問題となりNC-17指定で公開された。

## ストーリー
スターダンサーを夢みるノエミは憧れと自信だけを胸に、ショービジネスの都ラスベガスを目指している。
ノエミはジェフという男の車にヒッチハイクで乗せてもらうが、彼の無作法な態度に飛び出しナイフを突きつけて威嚇する。ジェフに「そういうことなら降りてくれ、刺されたくない」と言われると、やむを得ずノエミはナイフをしまう。
目的地に着くとノエミはジェフから「自分の叔父に言って仕事を紹介してやる、叔父を探してくる」と言われ、その場で待っていたが、いつまでたっても戻って来ないことを不審に思う。慌てて駐車場に駆け戻ると、ジェフの車は自分の荷物ごと消えていた。そこへ偶然やって来た女性モリーと出会い、仕事が見つかるまで自分の家にいてよいと言われ、ノエミはありがたくその提案を受け入れる。モリーは服飾の学校へ通いながら、クリスタルというスターダンサーが出演するスターダスト・ホテルのステージの裏側で、お針子やコスチュームのデザインをしているという。
ノエミはストリップバーで働き始めるが、クリスタルがホテルのエンターテインメントを仕切っているザックと共にその店に現れ、「プライベート・ダンス（lap dance）」をやって見せろという。ノエミは女はお断りというが、店長が500ドルで請けてしまい、やむを得ずノエミはクリスタルに見られながらザックにサービスをする。
しばらくして、スターダスト・ホテルのフィルという男がノエミのところへ来て、翌日のオーディションに招待する。ノエミはオーディションで終盤まで残るが、ステージを監督するトニー・モスが、乳首を氷で固くしろと言い出すので、怒ってその場をあとにする。それでもオーディションの結果は合格で、喜んだノエミはスターダスト・ホテルのダンサーとして働き始める。しかしノエミとクリスタルの間では確執が徐々に深まっていく。そして遂には、ノエミがクリスタルを階段から突き落として入院させ、彼女の代役として大出世を果たす。
ノエミを祝うパーティにはアンドリュー・カーバーというアーティストが招かれていた。モリーはアンドリューのファンだったため、ノエミは彼女を彼に紹介する。ところがノエミに紹介されたあと、モリーは別室に連れ込まれ、アンドリューと彼の仲間に暴行を受け強姦されてしまう。病院に搬送されたモリーの姿にノエミは憤慨し、ザックに警察はまだ来ないのかと尋ねるが、ザックは警察沙汰にはしないという。ノエミは公衆電話で警察を呼ぼうとするが、ザックに「ポリー」と呼びかけられて電話を切る。
ノエミの本名は「ポリー・アン・コステロ（Polly Ann Costello）」、父が母を殺害したのち自殺したため、彼女は里親に育てられていたが、そこから逃げ出したあとは娼婦として客を取っており、売春だけでなく暴行などでも逮捕歴があった。ノエミはそんな自分の過去を隠していたが、ザックはかねてから怪しんでいた彼女の身元を調べさせていたのである。ザックはノエミに「いくらで客を取っていたか」と尋ね、彼女は彼の顔に唾を吐きかけて立ち去る。
ノエミはモリーの復讐のため自らアンドリューの元を訪れ、彼に暴行し制裁を加える。ノエミはモリーとクリスタルの病室を訪れる。ノエミはクリスタルに謝罪し、ふたりはキスをして別れる。そしてノエミはラスベガスから別の場所に移ることを決意する。来たときと同じようにノエミがヒッチハイクをすると、またもやジェフが彼女を拾う。そしてまた同じく、ノエミはジェフにナイフを突きつけるのだった。

## キャスト
※括弧内は日本語吹替
- ノエミ・マローン - エリザベス・バークレー（小山裕香）
- ザック・キャリー - カイル・マクラクラン（家中宏）
- クリスタル・コナーズ - ジーナ・ガーション（戸田恵子）
- アル・トーレス - ロバート・デヴィ（幹本雄之）
- ジェームズ・スミス - グレン・プラマー（荒川太朗）
- トニー・モス - アラン・レイキンズ（金尾哲夫）
- モリー・エイブラムス - ジーナ・ラヴェラ（英語版）（亀井芳子）
- ホープ - リーナ・リッフェル
- ヘンリエッタ・バズーム - リン・トゥッチ（英語版）
- フィル・ニューカーク - グレッグ・トラヴィス（英語版）（秋元羊介）
- ジェフ - デューイ・ウェーバー（子安武人）

## 評価
第16回ゴールデンラズベリー賞（ラジー賞）で13部門ノミネート、最低作品賞・最低監督賞・最低脚本賞・最低主演女優賞・最低新人俳優賞・最低主題歌賞・最低スクリーンカップル賞の7部門を制覇した。
バーホーベンは1996年3月に行われた授賞式に出席しており、ラジー賞を受賞者が受け取ったのはビル・コスビー『ビル・コスビーのそれ行けレオナルド』以来8年ぶり。実際に受賞会場に現れたのは史上初となる。
さらに第20回ゴールデンラズベリー賞では、2000年を記念した特別賞のひとつ「1990年代最悪作品賞」を受賞し、2005年の第25回ゴールデンラズベリー賞では「25周年最低ドラマ作品賞」にノミネートされている。
またバーホーベン自身もこの作品を自虐的に捉え、一時期は「『ショーガール』の後ならもう怖いものはない」と公言していた。

## 影響
『スクリーム2』の劇中、犯人が学生に「この世で最も怖いホラー映画は?」と尋ね、学生が『ショーガール』と答える場面がある。
本作と同じくジョー・エスターハスが脚本を担当した『アラン・スミシー・フィルム』では、作中登場する映画について「最低さ。ショーガールよりひどい」というセリフがある。しかも『アラン・スミシー・フィルム』も評価は散々で、エスターハスはまたしてもラズベリー賞を受賞してしまった。